# Maria Björnstam
Systher Maria Victoria Björnstam, född 17 februari 1943, är Sveriges första kvinnliga sjökapten.

## Biografi
Maria Björnstam växte upp i Göteborg, Karlskrona och Stockholm som dotter till en kapten i flottan. Vid 18 års ålder gick hon till sjöss som sommarjobb. Samma höst gick hon en termin på Sjömansskolan i Kalmar varefter hon fick bli jungman och seglade med Svenska Orientlinjens MS Thebeland som gick till Nordafrika och Medelhavet. Därefter mönstrade hon på hos Broströmskoncernen för att få ihop de 36 månader sjöpraktik som krävdes för att få söka till Sjöbefälsskolan i Göteborg. Hon kom in på skolan 1965 och examinerades 1970 som Sveriges första kvinnliga sjökapten. Under en period var hon överstyrman men hon har mest verkat som andrestyrman. 1973 deltog hon som enda sjökunnig i ett experiment som innebar att segla flotten Acali över Atlanten, från Kanarieöarna till Yucatánhalvön. Det antropologiska experimentet som omfattade elva personer tog tre månader. Hon arbetade i 15 år på Salénrederiernas bananbåtar. Efter att Saléns gått i konkurs anställdes hon på Tor Line och var andrestyrman på ro-ro-fartyg. Efter det seglade hon den svenska tremastaren Blue Clipper från Singapore till Europa, och sedan den fyrmastade barken Sea Cloud. Björnstam var till sjöss i mer än 40 år.